# Bíró Endre (biokémikus)
Bíró Endre Miklós (Budapest, 1919. április 22. – Velem, 1988. június 13.) magyar biokémikus, a biológiai tudományok kandidátusa (1955), doktora (1967), Akadémiai Díjas (1977).

## Életpályája
Bíró (Bachruch) Lipót (1885–1933) ékszerész és dr. Graber Emma (1888–1973) tanárnő, pszichológus fia. A szegedi egyetemen fizika–kémia szakos tanári oklevelet szerzett. 1941-ben kísérleti fizikából beadott pályaművét (Az Avogadro-féle szám meghatározása emulziók vizsgálatából) az egyetem elismerő oklevéllel tüntette ki. 1942 júniusában szerves kémiából és kísérleti fizikából doktorált a szegedi Horthy Miklós Tudományegyetemen, a mai Szegedi Tudományegyetemen. 1942–1944-ben munkaszolgálatos volt. 1944 nyarán az erdélyi frontról megszökött, majd 1944–1945-ben Bukarestben élt.

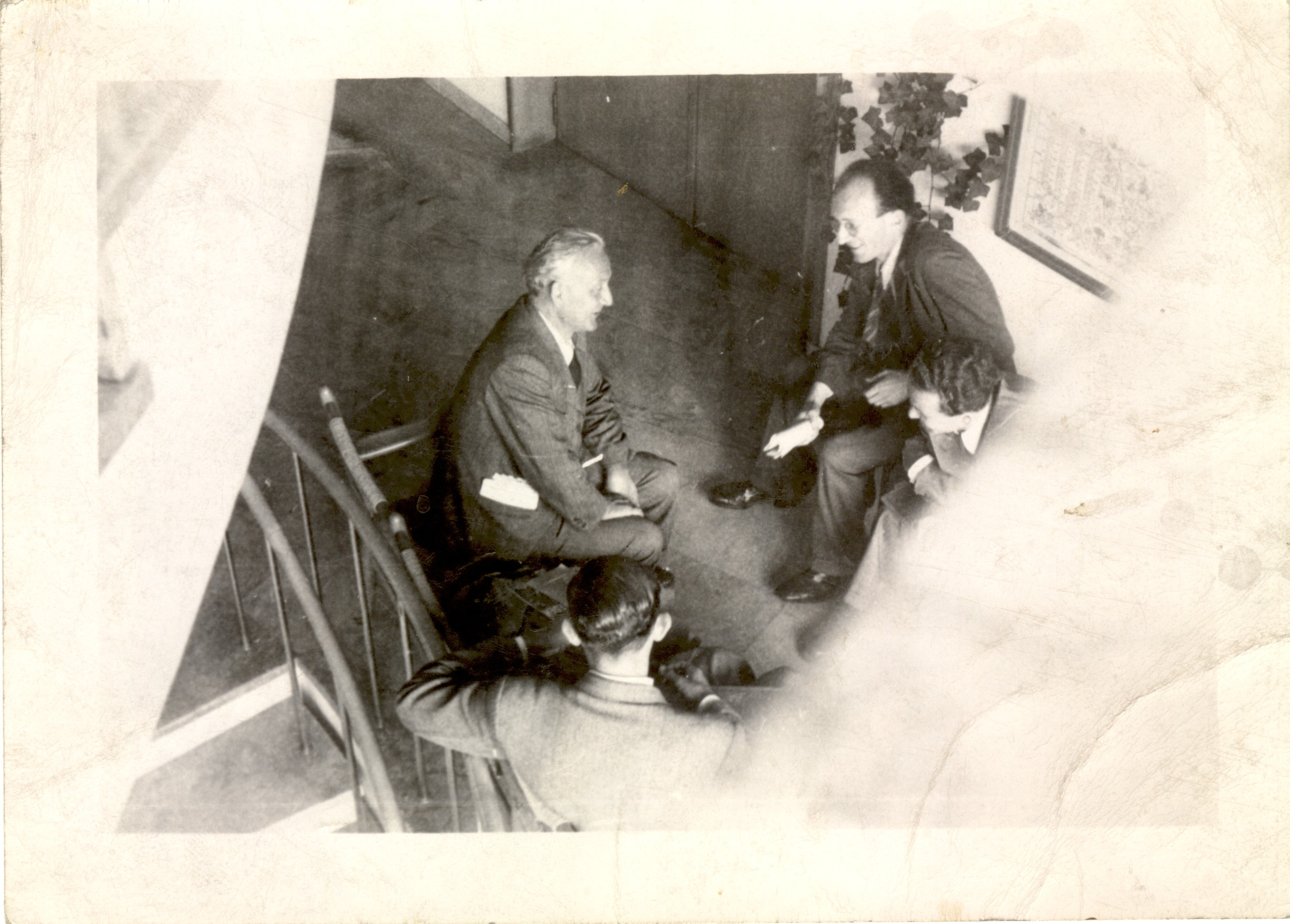
Szent-Györgyi Albert bal oldalt, jobboldalt legszélen Erdős Tamás, mellette Bíró Endre és háttal W.F.H. M. Mommaerts, 1947, Stockholm, Hatodik Nemzetközi Kísérleti Sejttani Kongresszus

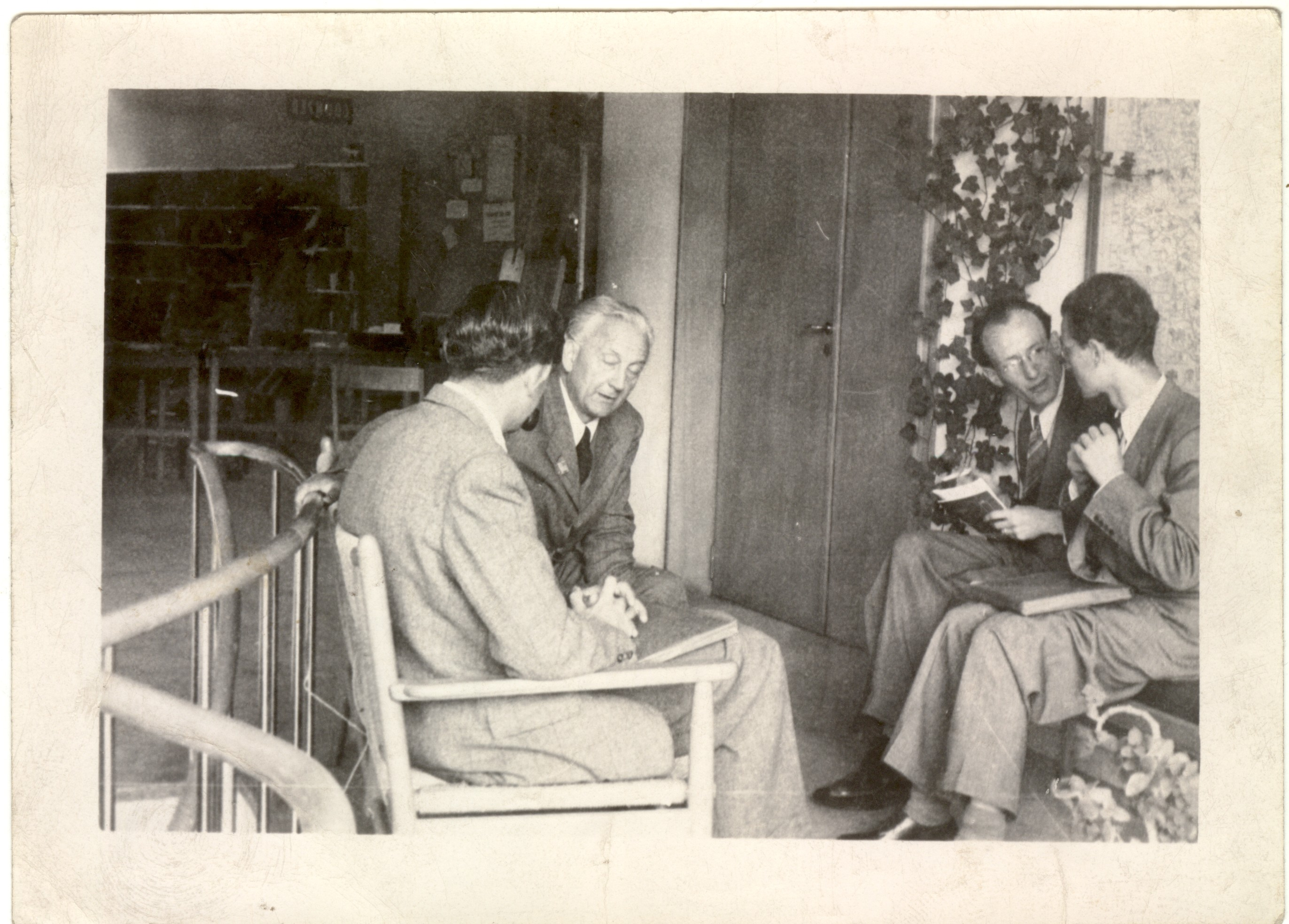
W.F.H. M Mommaerts és Szent-Györgyi Albert baloldalt, jobboldalt Bíró Endre és Erdős Tamás, 1947, Stockholm, Hatodik Nemzetközi Kísérleti Sejttani Kongresszus

Bíró Endre a Pázmány Péter Tudományegyetem Biokémiai Intézetében 1945-ben kezdte el tudományos pályafutását. (Az intézetet ugyanebben az évben alapította Szent-Györgyi Albert.)
„Szent-Györgyi Albert alapította meg az első magyar biokémiai iskolát, melynek munkássága azóta is világhírű. Munkatársai voltak többek között: Banga Ilona, Bíró Endre, Erdős Tamás, Gerendás Mihály, Gergely János, Guba Ferenc, Laki Kálmán és Straub F. Brunó.”
Bíró Endre 1955-ben biológiai tudományok kandidátusa lett, 1967-ben pedig biológiai tudományok doktora fokozatot szerzett.
1950-ben a kommunista hatalom a Pázmány Péter Tudományegyetem nevét Eötvös Loránd Tudományegyetemre (ELTE) változtatta, majd egy évvel ezután leválasztotta róla a Semmelweis Orvostudományi Egyetem néven önállósodott orvosi fakultást.
Bíró Endre 1953-ban kapott meghívást az ELTE TTK Állatbiokémiai Tanszékének szervezésére. „A tanszéket a Művelődési Minisztérium néhány év múlva megszüntette és helyette a Származás és Örökléstani Tanszék keretein belül egy kis Biokémiai Csoportot hozott létre. Kezdetben a Csoportnak csak két teljes állású alkalmazottja volt: Bíró Endre és a kezdő diplomás Nagy Béla, akinek az Egyesült Államokba történő távozása után 1957-ben Mühlrád András csatlakozott a csoporthoz. 1962-től indult el a személyi állomány gyarapodása. Kelemen Gabriella, Bálint Miklós, Fábián Ferenc és Hegyi György csatlakoztak a csoporthoz. Az akkoriban igen szegényes felszereltségen sokat javított Bíró Endre találékonysága. Az ő szabadalmi eljárása alapján kezdte gyártani a MOM az első magyar ibolyántúli tartományban is működő fotométert, az UVIFOT-ot. A Biokémiai Csoport 1968-ban vált függetlenné a Származás és Örökléstani Tanszéktől és költözött a csoportnak otthont adó szűk területhez képest tágas Puskin utca 3. sz. alatti földszinti és alagsori helyiségekbe. A régen várt eseményt a tanszék akkori dolgozói és diákjai lelkesen ünnepelték.
Az ELTE TTK Biokémiai Tanszéke az izomfehérjék biokémiájával, az izom-összehúzódás biológiájával foglalkozott. A miozin szerkezetének vizsgálatában nemzetközileg is elismert jelentős eredményeket ért el. A Biokémiai Csoport, majd Tanszék munkássága Bíró Endre izombiokémiai kutatásai köré szerveződött. Bíró Endre egyik legkiemelkedőbb tudományos eredményét Szent-Györgyi Andrással közösen, 1949-ben publikálta. Megállapították, hogy a miozin Mg-ATPáz aktivitása az aktinnal fokozható. Bíró Endre és iskolája a mai szigorú mértékkel mérve is kiemelkedő teljesítményt nyújtott, és jelentősen hozzájárult a magyar biokémiai kutatás jó hírnevéhez a világban.
Bíró Endre érdeklődési köre nemcsak a természettudományokra terjedt ki. Tagja volt a Szabó Lajos körül kialakult művészekből és tudósokból álló értelmiségi körnek. 1947 és 1950 között résztvevője volt a Szabó Lajos-szemináriumoknak, melyeken néha Hamvas Béla és Tábor Béla is jelen volt. A James Joyce Finnegans Wake-jéből készült fordításait a jugoszláviai Híd 1964-ben, a párizsi Magyar Műhely pedig 1973-ban közölte. Ez a fordítás jelentős befolyást gyakorolt a posztmodern magyar prózára.

## Fontosabb munkái
- Nitro- és dimethylglyoxim-kobalti komplexek fényelnyelése, doktori értekezés, Szeged, 1942
- N. A. Biro and A. Szent-Györgyi Jun.: "Observations on the Oxidation of Succinic Acid" Hungarica Acta Physiologica (1946) 9-15. o.
- N. A. Biro, and A. Szent-Györgyi Jun.:"Influence of KCI and ATP on the Succinodehydrogenase and Cytochrom-Oxydase" Hungarica Acta Physiologica (1948) 211-214. o.
- N. A. Biro and A. Szent-Györgyi Jun.: "Observations on Washed Muscle." Hungarica Acta Physiologica (1948) 215-217. o.
- N. A. Bíró and A. E. Szent-Györgyi: "The Effect of Actin and Physico-Chemical Changes on the Myosin ATP-ase System and on Washed Muscle" Hungarica Acta Physiologica (1949) 120-133. o.
- Az izomfehérjék biokémiája a mechanokémiai kapcsolat szempontjából, kandidátusi értekezés, Budapest, 1955
- Nagymolekulasúlyú telítetlen zsírsavak nagyvákuumban való viselkedésének vizsgálata, nagydoktori értekezés, Budapest, 1967
- Vázlat az izombiokémia történetéről In: Bálint Miklós: Az izomműködés molekuláris alapjai, Budapest, Medicina, 1978
- Az izombiokémia újabb eredményei, Budapest, MTA Biológiai Csoportjának Közleményei, 1960, 4. kötet, 121-129. o.
- A fibrilláris szerkezet és a kontrakció, MTA Biológiai Tudományok Osztályának Közleményei, 1963, 6. kötet, 161-163. o.
- A miozin molekuláris anatómiája, Budapest, Budapest, az MTA Biológia Tudományok Osztályának Közleményei, 12. kötet, 1969. 79-92. o.
- Az atkin-miozin típusú citoszkeletális fehérjekomplexum (A biológia aktuális problémái), Medicina 1981
- Symposium on the Muscle, edited by E. N. A. Bíró and N. Garamvölgyi, Budapest, Akadémiai Kiadó, 1974
- Proceedings of the 9th Meeting of the Federation of European Biochemical Societies (Proteins of Contractile Systems), edited by György Gárdos and N. A. Bíró, Amsterdam, North-Holland-American Elsevier, Budapest, Akadémiai Kiadó, 1975

## Tankönyvek és fordítások
- Bíró Endre: A gyógyszeripar, Budapest, Országos Neveléstudományi Intézet, 1949
- Biró Endre–Guba Ferenc: Életvegytan, Budapest, Tankönyvkiadó Nemzeti Vállalat, 1950
- Bíró Endre: A modern biokémia alapkérdései, Budapest, Gondolat, 1962
- Bíró Endre: Biokémia, Budapest, Tankönyvkiadó, 1972, egyetemi jegyzet, 2. kiad. jav. utánny.
- Bíró Endre (szerk.): Biokémia / szerzők: Kelemen Gabriella [et al.], Budapest, Tankönyvkiadó, 1983, két kötetben, 882 oldalon
- Bíró Endre (szerk.): Biokémiai gyakorlatok / szerzők: Kelemen Gabriella [et al.], Budapest, Tankönyvkiadó, 1983, egységes jegyzet, 5. Változatlan utánny.
- F.A.E. Crew: Az ivarmeghatározás genetikája, Budapest, Gondolat Könyvkiadó, 1971, ford. Bíró Endre
- Biológiai Lexikon I-V. kötet (főszerk.: Straub F. Brúnó), Budapest, Akadémiai Kiadó, 1975, 1977,1978, szakszerkesztők: Bálint Andor, Berczik Árpád, Bíró Endre, et al.
- John C. Kendrew: Az élet fonala: bevezetés a molekuláris biológiába, Budapest, Gondolat Könyvkiadó. 1968, ford. Bíró Endre
- Szemelvények a "Finnegans Wake"-ből (Híd, 1964. november, 1241-1256 o. Magyar Műhely, Párizs, 1973. szeptember, 9-59. o. és 1979. június, 22-27. o.)
- James Joyce: Finnegan ébredése: részletek, Budapest, Holnap Kiadó, 1992 és 1994, ford., bev. és jegyzetekkel ellátta Bíró Endre

## Díjai, elismerései
- MTA Elnöki Jutalom (1966)
- Akadémiai Díj (1977)
- Magyar Népköztársaság Csillagrendje (1988)